# Alex Baudin
Alex Baudin (Albertville, 25 maggio 2001) è un ciclista su strada francese che corre per il team EF Education-EasyPost; è professionista dal 2023.

## Palmarès

### Strada
- 2018 (Juniores)

4ª tappa Tour du Pays de Vaud (Cossonay > Tartegnin)
2ª tappa Ain Bugey Valromey Tour (Aoste > Contrevoz)
3ª tappa Ain Bugey Valromey Tour (Culoz > Ruffieu)
- 2019 (Juniores, una vittoria)

3ª tappa Tour du Pays de Vaud (Granges-près-Marnand > Granges-près-Marnand)
- 2022 (Swiss Racing Academy/Tudor Pro Cycling Team, tre vittorie)

2ª tappa Istrian Spring Trophy (Cittanova > Montona)
3ª tappa Tour de Bretagne (Lohéac > Le Hinglé)
3ª tappa Giro della Valle d'Aosta (Aosta > Aosta)
- 2024 (Decathlon AG2R La Mondiale Team, due vittorie)

2ª tappa Tour du Limousin (Saint-Aulaye-Puymangou > Terrasson-Lavilledieu)
Classifica generale Tour du Limousin

#### Altri successi
- 2018 (Juniores)

Classifica giovani Ain Bugey Valromey Tour
- 2022 (Swiss Racing Academy)

Classifica giovani Tour de Bretagne
- 2024 (Decathlon AG2R La Mondiale Team)

Classifica giovani Tour du Limousin

## Piazzamenti

### Grandi Giri
- Giro d'Italia

2023: squalificato
2024: 21º
- Tour de France

2025: 46º

### Classiche monumento
- Liegi-Bastogne-Liegi

2023: 109°
2025: 30º

### Competizioni mondiali
- Campionati del mondo

Innsbruck 2018 - In linea Junior: ritirato
Yorkshire 2019 - In linea Junior: 16º

### Competizioni europee
- Campionati europei

Alkmaar 2019 - In linea Junior: 36º
Anadia 2022 - In linea Under-23: 85º